# Il re degli inganni
Il re degli inganni è un libro per ragazzi dello scrittore britannico Paul Bajoria; è il secondo volume della storia dei gemelli Mog e Nick Winter, pubblicato in Italia da Fabbri Editori.

## Trama
Nella storia raccontata dal romanzo precedente, L'apprendista, Mog e Nick Winter, i due gemelli orfani che erano stati separati dalla nascita, si sono ritrovati e hanno deciso di non separarsi mai più. I ragazzi hanno però solamente quattordici anni e dal momento che non possono vivere da soli, vengono affidati a Sir Septimus Cloy, unico loro parente ancora in vita e lontano cugino della madre.
I due ragazzi si trasferiscono quindi a Kniveacres Hall, il cupo castello del loro tutore, in una lugubre e inospitale terra circondata da boschi e qui inizierà la loro nuova avventura, tra passaggi segreti e morti misteriose, alla scoperta dei segreti di cui il castello è pervaso e della storia ed il destino dei genitori che non hanno mai conosciuto.

## Edizioni
- Paul Bajoria, Il re degli inganni, traduzione di M. C. Scotto di Santillo, collana narrativa, Fabbri, 2006,  p. 414, ISBN 978-88-451-3831-7.